# Acid malonic
Acidul malonic (denumire IUPAC: acid propandioic) este un acid dicarboxilic cu formula structurală restrânsă CH2(COOH)2. Sărurile (forma ionizată) și esterii săi sunt cunoscuți sub denumirea generală de malonați. Numele provine din cuvântul grecesc μᾶλον (malon), care înseamnă „măr”. 

## Producere
O metodă clasică de preparare a acidului malonic pornește de la acidul cloroacetic: 
Carbonatul de sodiu generează sarea de sodiu, care este apoi reacționată cu cianură de sodiu pentru a obține o sare de acid ciano-acetic prin substituție nucleofilă. Grupa nitril poate fi hidrolizată cu hidroxid de sodiu pentru a prepara malonatul de sodiu, care prin acidificare dă acidul malonic. 

## Patologie
Nivelurile crescute de acid malonic însoțite de niveluri crescute de acid metilmalonic pot indica o boală metabolică adesea nedetectată, mai exact, aciduria malonică și metilmalonică combinată (CMAMMA). Prin calcularea raportului dintre acidul malonic și acidul metilmalonic din plasma sanguină, CMAMMA se poate distinge de aciduria metilmalonică clasică.